# Štadión KFC Komárno
Štadión KFC Komárno – wielofunkcyjny stadion w Komárnie, na Słowacji. Został otwarty w 1961 roku. Może pomieścić 13 200 widzów. Swoje spotkania rozgrywają na nim piłkarze klubu KFC Komárno.
Stadion został otwarty w 1961 roku. Gospodarze, klub KFC Komárno, przenieśli się wówczas z boiska które znajdowało się w miejscu zwanym „Ráczkert” (obok wieży ciśnień), gdzie w piłkę grano już od 1900 roku. Pod koniec lat 70. XX wieku wybudowano budynek z szatniami. W 1996 roku otwarta została nowa trybuna główna.